# Sabir Junusov
Sabir Junusovič Junusov (rusky: Сабир Юнусович Юнусов) (18. března 1909 Taškent – 29. listopadu 1995 tamtéž) byl sovětský (uzbecký) chemik známý svým bádáním v chemii alkaloidů. Za své práce byl v roce 1971 oceněn Zlatou medailí D. I. Mendělejeva.
Od roku 1956 byl v čele Ústavu rostlinných látek Akademie věd Uzbecké SSR (od roku 1991 Akademie věd Uzbekistánu).

## Vyznamenání

### Sovětská vyznamenání
- Hrdina socialistické práce – 13. března 1969
- Leninův řád – 13. března 1969
- Řád Říjnové revoluce – 16. března 1979
- Řád rudého praporu práce – 1. března 1965
- Řád čestného odznaku – 16. ledna 1950
- Řád přátelství mezi národy – 17. září 1975
- Medaile Za pracovní udatnost – 8. října 1954

### Ostatní vyznamenání
- Řád za vynikající zásluhy in memoriam – Uzbekistán, 23. srpna 2002[1]